# چیپ بک
چیپ بک (انگلیسی: Chip Beck؛ زادهٔ ۱۲ سپتامبر ۱۹۵۶) یک گلف‌باز است.